# 髙梨正助
髙梨 正助（たかなし しょうすけ、1843年6月12日（天保14年5月15日）- 1925年（大正14年）7月18日）は、明治期の実業家、政治家。衆議院議員、千葉県会議長、千葉県夷隅郡東村長。

## 経歴
上総国夷隅郡佐室村（千葉県夷隅郡佐室村、東村佐室、大原町を経て現いすみ市佐室）で、農業・髙梨正作、モトの長男として生まれる。堀江文同に師事し漢学を修めた。1867年（慶応3年）組頭、名主に就任。1869年（明治2年）から1879年（明治12年）まで、宮谷県、木更津県、千葉県の捕亡掛、第6大区副区長、同戸長を歴任した。この間、自由民権運動に加わり、1879年、以文会の発会式に参加した。
1880年（明治13年）1月、補欠選挙で千葉県会議員に選出され、1891年（明治24年）11月まで在任し、この間、同副議長（1889年11月-1890年10月）、同議長（1890年10月-1891年11月）を務めた。1887年（明治20年）11月、条約改正の中止、地租軽減など県下三千有余名の代表者となり建白書を元老院に提出した。
1892年（明治25年）2月、第2回衆議院議員総選挙（千葉県第6区、弥生倶楽部）で当選し、衆議院議員に1期在任した。その後、実業界で鉱山業、海運業、陸運業（千葉運送社長）を営んだ。
村民の要請で1904年（明治37年）に帰郷し、同年5月、東村長に就任し、1908年（明治41年）5月まで在任。役場、学校等の建築に取り組んだ。